# Citi Open 2014
Citi Open 2014 byl společný tenisový turnaj mužského okruhu ATP World Tour a ženského okruhu WTA Tour, který se hrál v areálu William H.G. FitzGerald Tennis Center na otevřených dvorcích s tvrdým povrchem. Konal se mezi 26. červencem až 3. srpnem 2014 v americkém hlavním městě Washingtonu, D.C. jako 46. ročník mužského a 4. ročník ženského turnaje.
Mužská polovina se řadila do kategorie ATP World Tour 500 a její dotace činila 1 654 295 dolarů. Jednalo se o druhou událost mužské části US Open Series 2014. Ženská část s rozpočtem 250 000 dolarů byla součástí WTA International Tournaments.
Nejvýše nasazenými se stali, v mužské dvouhře světová pětka Tomáš Berdych z České republiky, a v ženském singlu pak jeho krajanka a sedmnáctá hráčka žebříčku Lucie Šafářová. Japonka Šúko Aojamová obhájila titul v ženské čtyřhře, do níž nastoupila po boku kanadské tenistky Gabriely Dabrowské.

## Distribuce bodů a finančních odměn

### Distribuce bodů
| Soutěž       | vítězové | finalisté | semifinalisté | čtvrtfinalisté | 16 v kole | 32 v kole | 64 v kole | Q  | Q2 | Q1 |
| ------------ | -------- | --------- | ------------- | -------------- | --------- | --------- | --------- | -- | -- | -- |
| dvouhra mužů | 500      | 300       | 180           | 90             | 45        | 20        | 0         | 10 | 4  | 0  |
| čtyřhra mužů | 500      | 300       | 180           | 90             |           |           | 0         | 10 |    | 0  |
| dvouhra žen  | 280      | 180       | 110           | 60             | 30        | 1         |           | 18 | 12 | 1  |
| čtyřhra žen  | 280      | 180       | 110           | 60             | 1         |           |           |    |    |    |

### Finanční odměny
| Soutěž                               | vítězové | finalisté | semifinalisté | čtvrtfinalisté | 16 v kole | 32 v kole | 64 v kole | Q2     | Q1   |
| ------------------------------------ | -------- | --------- | ------------- | -------------- | --------- | --------- | --------- | ------ | ---- |
| dvouhra mužů                         | $316 400 | $142 650  | $67 570       | $32 605        | $16 625   | $9 150    | 5 325     | $850   | $440 |
| čtyřhra mužů                         | $93 460  | $42 180   | $19 890       | $9 610         | $4920     |           |           |        |      |
| dvouhra žen                          | $43 000  | $21 400   | $11 300       | $6 200         | $3 420    | $2 220    |           | $1 285 | $750 |
| čtyřhra žen                          | $12 300  | $6 400    | $3 435        | $1 820         | $960      |           |           |        |      |
| částka ve čtyřhře je uvedena na pár. |          |           |               |                |           |           |           |        |      |

## Dvouhra mužů

### Nasazení
| Stát                              | Hráč             | ATP | Nasazení |
| --------------------------------- | ---------------- | --- | -------- |
| Česko                             | Tomáš Berdych    | 5.  | 1.       |
| Kanada                            | Milos Raonic     | 7.  | 2.       |
| Bulharsko                         | Grigor Dimitrov  | 9.  | 3.       |
| Japonsko                          | Kei Nišikori     | 10. | 4.       |
| Spojené státy                     | John Isner       | 12. | 5.       |
| Francie                           | Richard Gasquet  | 14. | 6.       |
| Jižní Afrika                      | Kevin Anderson   | 17. | 7.       |
| Španělsko                         | Feliciano López  | 24  | 8        |
| Chorvatsko                        | Ivo Karlović     | 31. | 9.       |
| Kolumbie                          | Santiago Giraldo | 33. | 10.      |
| Česko                             | Radek Štěpánek   | 34. | 11.      |
| Francie                           | Jérémy Chardy    | 37. | 12.      |
| Kanada                            | Vasek Pospisil   | 39. | 13.      |
| Austrálie                         | Lleyton Hewitt   | 40. | 14.      |
| Uzbekistán                        | Denis Istomin    | 41. | 15.      |
| Čínská Tchaj-pej                  | Lu Jan-sun       | 42. | 16.      |
| Francie                           | Julien Benneteau | 46. | 17.      |
| Žebříček ATP k 21. červenci 2014. |                  |     |          |

### Jiné formy účasti
Následující hráčí obdrželi divokou kartu do hlavní soutěže:
- Tomáš Berdych
- James Duckworth
- Filip Peliwo
- Frances Tiafoe

Následující hráči postoupili z kvalifikace:
- Jared Donaldson
- Robby Ginepri
- Alex Kuznetsov
- Illja Marčenko
- Rajeev Ram
- Júiči Sugita
  -  Samuel Groth – jako šťastný poražený

### Odhlášení
před zahájením turnaje
- Grigor Dimitrov
- Ivan Dodig
- Matthew Ebden
- Bradley Klahn
- Gaël Monfils (poranění kolena)
- Dmitrij Tursunov

## Mužská čtyřhra

### Nasazení
| Stát                                                                         | Hráč           | Stát          | Hráč           | ATP | Nasazení |
| ---------------------------------------------------------------------------- | -------------- | ------------- | -------------- | --- | -------- |
| Spojené státy                                                                | Bob Bryan      | Spojené státy | Mike Bryan     | 2.  | 1.       |
| Rakousko                                                                     | Alexander Peya | Brazílie      | Bruno Soares   | 6.  | 2.       |
| Kanada                                                                       | Daniel Nestor  | Srbsko        | Nenad Zimonjić | 11. | 3.       |
| Chorvatsko                                                                   | Ivan Dodig     | Brazílie      | Marcelo Melo   | 17. | 4.       |
| Žebříček ATP k 21. červenci 2014; číslo je součtem umístění obou členů páru. |                |               |                |     |          |

### Jiné formy účasti
Následující páry obdržely divokou kartu do hlavní soutěže:
- Jared Donaldson /  Stefan Kozlov
- Steve Johnson /  Sam Querrey

Následující pár postoupil do hlavní soutěže z kvalifikace:
- Jonatan Erlich /  Rajeev Ram

## Ženská dvouhra

### Nasazení
| Stát                              | Hráčka                     | WTA | Nasazení |
| --------------------------------- | -------------------------- | --- | -------- |
| Česko                             | Lucie Šafářová             | 17. | 1.       |
| Rusko                             | Jekatěrina Makarovová      | 20. | 2.       |
| Francie                           | Alizé Cornetová            | 21. | 3.       |
| Spojené státy                     | Sloane Stephensová         | 22. | 4.       |
| Rusko                             | Anastasija Pavljučenkovová | 24. | 5.       |
| Rusko                             | Světlana Kuzněcovová       | 26. | 6.       |
| Spojené státy                     | Madison Keysová            | 27. | 7.       |
| Rumunsko                          | Sorana Cîrsteaová          | 29. | 8.       |
| Žebříček WTA k 21. červenci 2014. |                            |     |          |

### Jiné formy účasti
Následující hráčky obdržely divokou kartu do hlavní soutěže:
- Françoise Abandová
- Shelby Rogersová

Následující hráčky postoupily z kvalifikace:
- Tornado Alicia Blacková
- Hiroko Kuwatová
- Olivia Rogowská
- Taylor Townsendová

### Odhlášení
před zahájením turnaje
- Eugenie Bouchardová
- Jana Čepelová
- Monica Niculescuová

v průběhu jturnaje
- Vania Kingová

### Skrečování
- Zarina Dijasová

## Ženská čtyřhra

### Nasazení
| Stát                                                                          | Hráčka            | Stát          | Hráčka             | WTA1 | Nasazení |
| ----------------------------------------------------------------------------- | ----------------- | ------------- | ------------------ | ---- | -------- |
| Zimbabwe                                                                      | Cara Blacková     | Indie         | Sania Mirzaová     | 15.  | 1.       |
| Japonsko                                                                      | Šúko Aojamová     | Kanada        | Gabriela Dabrowská | 129. | 2.       |
| Spojené státy                                                                 | Vania Kingová     | Spojené státy | Taylor Townsendová | 183. | 3.       |
| Austrálie                                                                     | Arina Rodionovová | Austrálie     | Olivia Rogowská    | 196. | 4.       |
| Žebříček WTA k 21. červenci 2014; číslo je součtem umístění obou členek páru. |                   |               |                    |      |          |

### Jiné formy účasti
Následující pár obdržel divokou kartu do hlavní soutěže:
- Roxanne Ellisonová /  Sierra Ellisonová

### Odhlášení
v průběhu turnaje
- Vania Kingová (poranění pravého kyčle)

## Přehled finále

### Mužská dvouhra
- Milos Raonic vs.  Vasek Pospisil, 6–1, 6–4

### Ženská dvouhra
- Světlana Kuzněcovová vs.  Kurumi Naraová, 6–3, 4–6, 6–4

### Mužská čtyřhra
- Jean-Julien Rojer /  Horia Tecău vs.  Samuel Groth /  Leander Paes, 7–5, 6–4

### Ženská čtyřhra
- Šúko Aojamová /  Gabriela Dabrowská vs.  Hiroko Kuwatová /  Kurumi Naraová, 6–1, 6–23